# Dau (imbarcazione)

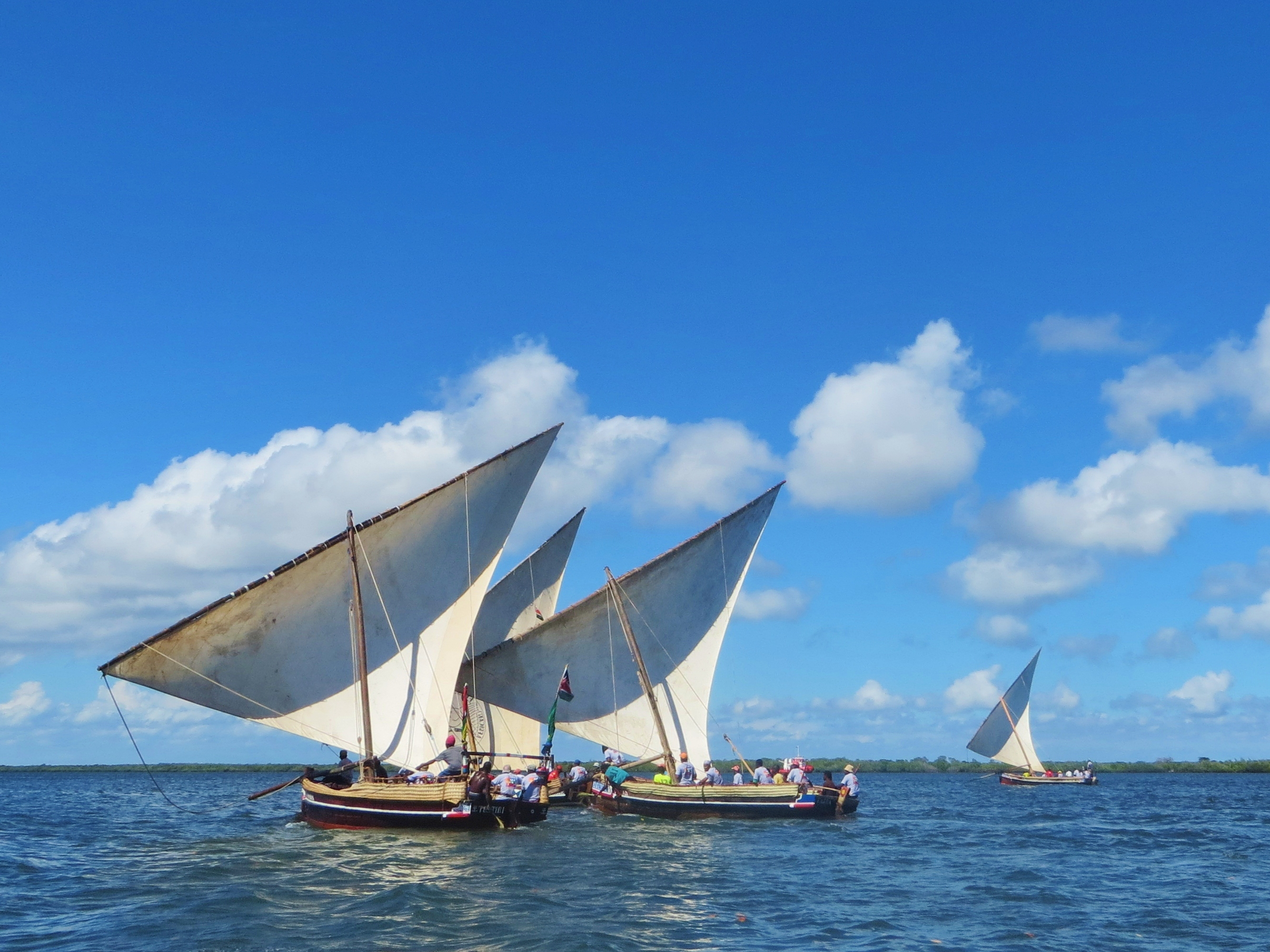
Corsa di sambuchi al Mawlid di Lamu, Kenya.

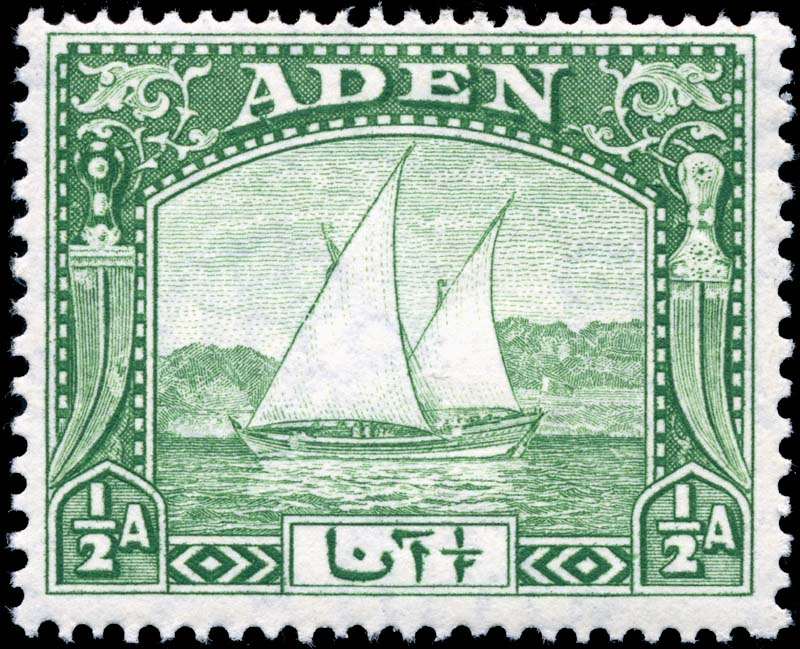
Francobollo di Aden del 1937 raffigurante un dau.

Il dau (adattamento dell'inglese dhow o dow e da questi dall'arabo ﺩﺍﻭ, dāw) è una tradizionale barca a vela araba con una o più vele latine. È tipica delle coste della Penisola arabica, dell'India, e dei popoli swahili dell'Africa orientale. Un grosso dau può imbarcare circa trenta persone mentre uno piccolo normalmente ne accoglie una dozzina.

## Descrizione
Per la navigazione con le stelle i marinai dei dau usavano il tradizionale kamal. Questo strumento di osservazione determina la latitudine dall'angolo tra la Stella Polare e l'orizzonte.
Sino agli anni sessanta i dau erano impiegati per viaggi commerciali tra il Golfo Persico e l'Africa orientale usando le vele come unico mezzo di propulsione. Trasportavano principalmente palme da dattero e pesce in Africa e legno di mangrovia nei paesi del Golfo Persico. Viaggiavano verso sud con i monsoni in inverno o all'inizio della primavera e tornavano in Arabia nella tarda primavera o all'inizio dell'estate.

## Tipi di dau
- Ghanja - una grossa barca con una particolare prua, ornata da intagli
- Baghla - il tradizionale dau da mare aperto
- Battil - caratterizzato da una lunga prua culminante in una testa a forma di clava
- Badan - una piccola barca che richiede superfici poco profonde